# شون موراي
شون هارلند موراي  (بالإنجليزية: Sean Murray)‏ ممثل أمريكي وُلد في 15 نوفمبر 1977 في بيثيسدا بماريلاند في الولايات المتحدة الأمريكية.
لعب دور المحقق تيموثي في المسلسل التلفازي ان سي أي اس .

## روابط خارجية
- شون موراي على موقع IMDb (الإنجليزية)
- شون موراي على موقع ألو سيني (الفرنسية)
- شون موراي على موقع أول موفي (الإنجليزية)
- شون موراي على موقع قاعدة بيانات الأفلام السويدية (السويدية)
- شون موراي على موقع إن إن دي بي (الإنجليزية)
- شون موراي على موقع قاعدة بيانات الفيلم (الإنجليزية)
- شون موراي على موقع كينوبويسك (الروسية)